# Арабско врабче
Арабско врабче (Passer euchlorus) е вид птица от семейство Врабчови (Passeridae).

## Разпространение
Видът е разпространен в Джибути, Йемен, Саудитска Арабия и Сомалия.